# Packed sniffer
Packed Sniffer é uma técnica de interceptação de dados de comunicações do tipo Ethernet.

## Informações
A interceptação de dados de comunicação, incluído acesso ao conteúdo de arquivos transmitidos a um servidor de rede podem ser acessados por dispositivos do tipo Packed Sniffer que compartilhem o mesmo backbone. Um simples computador dotado de software Packed sniffer, utilizando a interface de rede em modo promíscuo, pode monitorar todo o conteúdo do tráfego de rede do backbone a qual pertence.

## Sistemas de localização
Existem sistemas que localizam computadores cuja interface de rede esteja funcionando em modo promíscuo, garantido a não interceptação de dados por computadores infectados por vírus e também por usuários mal intencionados

## Leis de interceptação de dados
No Brasil é permitido aos cidadãos gravar suas próprias comunicações de voz (via gravação telefônica), Telex (via original), FAX (via original). Por analogia de direitos, os cidadãos brasileiros também deveriam poder arquivar conteúdos de e-mail (via original), documentos digitais (via original) e possivelmente todos os pacotes de rede que tenham como origem ou destinatário o seu computador via Packed Sniffer. Os cidadãos brasileiros, contudo, precisam ter em consideração que a interceptação de dados de comunicação só pode ser realizada em dois casos:
1) Interceptação Própria. Onde as comunicações são gravadas pela própria parte, acerca de suas comunicações, com a finalidade produzir de provas a favor da sua inocência ou, então, produzir provas de alguma infração ou crime cometido contra si próprio.
2) Interceptação Judicial. Onde as comunicações são gravadas através da instrução legitimante auferida por um Juiz de Direito, no exercício de suas funções, devidamente amparado por uma investigação policial.
Quaisquer outros procedimentos de interceptação de comunicações deveriam ser vistos como desemparados de fundamentos legais, sujeitando o patrocinador de tais interceptações, muitas vezes realizados por Crackers(e muito mais raramente, hackers) e Detetives Particulares, às devidas sanções penais.